# Pál-Kutas Orsolya
Pál-Kutas Orsolya (Kazincbarcika, 1974. december 28. –) magyar költő, író, pedagógus. 2019 óta a kazincbarcikai Kazinci Klub vezetője. (Írói neve: Sz. Pál-Kutas Orsolya)

## Életrajz
Tardonán él. Gyermekkorának meghatározói a könyvek. 16 évesen vetette papírra első versét.
Első munkahelyén kiadvány- és újságszerkesztéssel foglalkozott, ekkor sajátította el azt a technikai tudást, mely később a „hobbijává” vált.
Dolgozott még oktatásszervezőként, rendszergazdaként, sőt a szépségszakmában is képezte magát. 2014-től középiskolai tanár, munkájában, és azon kívül is, támogatja a tehetséges diákokat. Ami viszont minden szakmájának mozgatórugója az a művészet és a szépség.
2014–2019 között Tardona önkormányzati képviselője, 2014 és 2018 között alpolgármestere, ahol az irodalmi élet meghatározó személyisége, kulturális rendezvényeket, könyvbemutatókat, kiállításokat, vers- és prózamondó versenyeket szervez.

## Munkássága
3 verseskötetet szerkesztett, ill. édesanyja tehetséges diákjainak, segíti a lektorálást. Munkája mellett 2000-től 2003-ig a Kazincbarcikai Közélet szerkesztője. 2011 óta rendszeresen publikál. Kutatja a műfajokat, igyekszik kipróbálni magát mindegyikben. Írói munkásságaként megszületett 2014-ben mini-regénye, amely lakóhelye, Tardona egyik történelmi jelentőségű témáját dolgozza fel, a Jókai-kultuszt.
Jelenleg is több irodalmi kör tagja, folyamatosan szerkeszt papíralapú irodalmi kiadványokat: újságokat, antológiákat.
2014-től a kazincbarcikai irodalmi csoport Kazinci Klub tagja, 2016-tól újságjuk az Ő-szülő Kikelet szerkesztője, 2019-től a klub vezetője.
2014-től a Sajómenti Népművészeti Egyesület tagja, ahol selyemfestményeivel mutatkozik be.

## Költészete
Alkotásai között megtalálhatóak a kötött és szabad versek. Témái az élet, a közösség, a természet, a szeretet, a szerelem, a hazaszeretet, a történelmi események, valamint számos gyermekverse is ismert.
A haiku-val 2012 óta foglalkozik. Nem csak a szabályosság fontos számára, hanem hogy az az érzés is érezhető legyen, ami a mű születése pillanatában a költőt magával ragadta.

## Önálló kötetei
- Táncoló lélek (2013), Borító: Zsidákovics Mihály festőművész
- Didereg (Élő Költők Könyvklub, 2014)
- A Bükk bujdosója  miniregény (2014), Illusztráció: Gór Mihály
- Apró-percek – gyermekversek (2019)

### Hangoskönyv
- A Bükk bujdosója (2017)
- Kuckóversek – több költő által megalkotott hangos gyermekversek (2017)

Művei számos hazai antológiában olvashatóak, és könyvbemutatókat tart, irodalmi délutánokat vezet.

## Antológiák
- 2012. Sodrásban (Kortárs Magyar Irodalom), evokációk2, Téli Álmok (Könyvműhely)
- 2013. Gyökerek, Idézetes füzetek 1-2. (Láncolat Műhely), Tékozlók és kuporgatók (Dél-Alföldi Művészeti Kör)
- 2014. Az én mesém 7., Antológia 2014 (7torony), Hangulatok – Vénák (Költészeti Játszóház)
- 2015. Lélekszínek (Költészeti Játszóház), Ajándék Kazincbarcikának 60, Az én mesém 8.
- 2018. Szavakból kazlat (Litera-Túra), Szavak könnyű szélben “haiku” (Litera-Túra) Új verőfény (Magyar Alkotók Nemzetközi Egyesülete), Lélekvetés (Kazinci Klub)
- 2019. Álomkód (Kazinci Klub)[2]

## Díjai, elismerései
- 2018. AranyLant díj szonett kategóriában, Magyar Alkotók Egyesülete, Székesfehérvár
- 2019. I. helyezés a Mozdulj! Közhasznú Egyesület, Budapest, Országos Versíró Pályázat
- 2019. december 9. Oklevél / Kimagasló önkéntes munkájáért / Kazincbarcikai Egyesületek Fóruma
- 2020. március Kiemelt Nívó-díj – Magyar Alkotók Egyesülete, Székesfehérvár /Lélekhúr antológia pályázatára benyújtott Átváltozás című novellája elismeréseként/

## Tagságai
- Kazinci Klub (Kazincbarcika)
- Magyar Alkotók Nemzetközi Egyesülete (Székesfehérvár)
- Cserhát Művészkör (Budapest)
- Kortárs Költők Társasága
- Élő Költők Társasága
- Héttorony
- Holnap Magazin
- Poet költők csoportja
- 3sor haikuköltők csoportja